# Всемирный атлас языковых структур
«Всемирный атлас языковых структур» (англ. The World Atlas of Language Structures, WALS) — одна из крупнейших открытых баз данных в области лингвистической типологии, включающая информацию о распределении большого числа фонологических, грамматических, лексических и иных явлений в языках мира. Впервые опубликован в виде книги в 2005 году с приложением CD-диска; в апреле 2008 года второе издание базы стало доступно в интернете (на английском языке). База создана большим авторским коллективом, в роли редакторов выступили Мартин Хаспельмат, Мэтью Драйер, Давид Гил и Бернард Комри.
Карты распространения языковых явлений были изготовлены на основе Google Maps. Информация на сайте проекта опубликована под лицензией Creative Commons.

## История
Впервые «Атлас» был опубликован издательством Oxford University Press в виде книги в 2005 году с приложением CD-диска. В апреле 2008 года он был запущен в виде интернет-сайта. Онлайн-версия была доработана в апреле 2011 года.

## Содержание базы данных
Атлас содержит информацию о географическом распределении важнейших структурных языковых признаков. Он включает 144 главы, каждая из которых посвящена одному признаку, и 160 карт с изображением географического распределения. Количество записей в базе данных (то есть индивидуальных пар «язык — реализуемое в языке значение признака») в версии 2005 года составило 58000, в дополненной онлайн-версии — 76492. Всего языков - 2679
Ядро «Атласа» составляют главы, посвящённые грамматическим признакам и составляющие восемь основных разделов: фонология, морфология, категории имени, синтаксис имени, категории глагола, порядок слов, простое предложение, сложное предложение. Один раздел представляет лексическую типологию, однако не систематическим образом. Также имеются разделы, посвящённые жестовым языкам, паралингвистическим звукам и системам письма.
Источниками данных послужили грамматики и словари, лингвистические монографии, диссертации и статьи, полевые записи (ответы на специально разработанные анкеты) и мнения языковых консультантов. Число книг и статей, из которых была почерпнута информация, составило 6700, а в роли экспертов по тем или иным языкам были привлечены 83 человека.

## Представление данных
Информация о каждом из рассматриваемых признаков представлена на сайте проекта в нескольких видах:
- каждому признаку посвящена отдельная страница, на которой указаны значения признака и приводится список языков, реализующих каждое из значений;
- каждому признаку посвящена описательная глава, в которой о признаке, его значениях и их распределении по языкам рассказывается в виде текста (с примерами из языков);
- распределение значений признаков можно также посмотреть на карте, где каждое значение изображается специальным знаком.

Также имеются разделы, посвящённые:
- языкам: для каждого языка приводится основная информация о нём, а также список значений всех признаков для данного языка;
- авторам: приводится список авторов с указанием тех признаков, которые были исследованы ими для проекта;
- источникам: приводится общий библиографический список с возможностью экспорта библиографических описаний литературных источников в различные форматы (BibTeX, RIS, EndNote, XML и пр.);
- новостям и обновлениям.

На сайте имеется возможность оставить комментарий к описанию определённого признака или конкретной записи в базе данных. Также пользователь может порождать собственные карты, комбинируя на одной карте несколько признаков. Имеются настройки внешнего вида карт, а также экспорт данных в различных форматах.

## Языки
Общее число языков, так или иначе привлекаемых к рассмотрению, составляет 2676 (в версии 2011 года — 2678): каждый из этих языков изображён хотя бы на одной карте. Поскольку подробные данные были доступны далеко не для всех из них, некоторые языки (всего 262) изображены лишь на одной карте, тогда как другие (такие, как английский) - почти на всех картах. Была также выделена представительная выборка из 100 языков, которые должны были быть включены во все карты (и ещё 100 языков, для которых это было желательно).
Количество языков, исследованных для конкретного признака и изображаемое на карте, выбиралось автором соответствующего раздела. Составление же специальных выборок в 100 и 200 языков ставило своей задачей обеспечить репрезентативность. В случае, если преобладала бы информация о языках, генетически близких (например, индоевропейских) либо распространённых в одном ареале (например, в Евразии), картина частотности тех или иных языковых явлений была бы искажена. Выборки в 100 и 200 языков были созданы так, чтобы представить языковое разнообразие в максимально сбалансированном виде, без перекосов в какую-либо сторону. На составление этих выборок отчасти повлияла также доступность данных о языке. При этом в выборку из 100 языков попали более известные и более хорошо изученные языки по сравнению с языками из тех же семей/ареалов, которые были отобраны в расширенную выборку.

## Авторы
Авторский коллектив «Атласа» включает 55 человек, специалистов по грамматической и лексической типологии из разных стран мира. В число авторов входят такие учёные с мировым именем, как Б. Бикель, Г. Корбетт, Э. Даль, И. Мэдисон, Дж. Николс, А. Сиверска, Л. Стассен, Й. ван дер Аувера и др. Российская лингвистика представлена в «Атласе» В. Недялковым, М. Даниэлем, Н. Добрушиной, В. Гусевым. Редакторами (также авторами) являются Мартин Хаспельмат, Мэтью Драйер, Давид Гил и Бернард Комри.

## Примеры признаков
- Фонология
  - инвентарь согласных
  - соотношение согласных и гласных
  - увулярные согласные
  - глоттализованные согласные
  - расположение фиксированного ударения

- Морфология
  - суффиксация и префиксация в словоизменении
  - редупликация
  - падежный синкретизм

- Категории имени
  - число родов
  - определённый артикль
  - противопоставление по дальности у демонстративов
  - число падежей
  - комитатив и инструменталис

- Синтаксис имени
  - генитив, прилагательное и относительное предложение
  - сочинение именных групп

- Категории глагола
  - перфектив/имперфектив
  - морфологический императив
  - выражение эвиденциальности

- Порядок слов
  - порядок субъекта и глагола
  - порядок прилагательного и имени
  - порядок отрицания и глагола

- Простое предложение
  - базовые типы кодирования актантов
  - пассивные конструкции
  - сравнительные конструкции

- Сложное предложение
  - релятивизация субъекта
  - целевое предложение

- Лексика
  - цветообозначения
  - названия чая